# Châteauvieux (Loir-et-Cher)
Châteauvieux è un comune francese di 564 abitanti situato nel dipartimento del Loir-et-Cher nella regione del Centro-Valle della Loira.

## Società

### Evoluzione demografica
Abitanti censiti